# Huerzelerimys
Huerzelerimys is een geslacht van uitgestorven knaagdieren uit de onderfamilie van de muizen en ratten van de Oude Wereld (Murinae). Het geslacht komt voor in het Laat-Tortonien en Serravallien van Zuidwest-Europa. Het geslacht is benoemd naar de paleontoloog Johannes Hürzeler (1908-1995) uit Bazel, die de fossielenrijke vindplaats bij Mollon in Frankrijk ontdekte waar vervolgens H. vireti werd gevonden.
De oudste soort van het geslacht is H. minor, die waarschijnlijk is ontstaan uit lokale populaties van Progonomys cathalai; daarvan stamt H. vireti af, die zich weer splitste in H. turoliensis en H. oreopitheci. Uit de laatste is het geslacht Anthracomys ontstaan. De soorten van dit geslacht werden eerder in Valerymys geplaatst, dat nu als een synoniem van Castillomys wordt gezien.

## Soorten
Er zijn vier soorten bekend:
- Huerzelerimys vireti
- Huerzelerimys turoliensis
- Huerzelerimys oreopitheci
- Huerzelerimys minor

Allorattus · 
Antemus · 
Anthracomys · 
Beremendimys · 
Castillomys · 
Castromys · 
Chardinomys · 
Dilatomys · 
Euryotomys · 
Hansdebruijnia · 
Hooijeromys · 
Huaxiamys · 
Huerzelerimys · 
Kritimys · 
Leilaomys · 
Linomys ·
Orientalomys · 
Paraethomys · 
Parapelomys · 
Parapodemus · 
Progonomys · 
Prohadromys · 
Qianomys · 
Ratchaburimys · 
Rhagamys · 
Rhagapodemus · 
Saidomys · 
Sinapodemus · 
Stephanomys · 
Wushanomys · 
Yunomys
Soorten met onduidelijke verwantschappen:
Karnimata huxleyi · 
Karnimata inflata · 
Karnimata intermedia · 
Karnimata minima · 
Mastomys colberti · 
Mus hipparionum · 
Progonomys debruijni